# Mûrs-Erigné
Mûrs-Erigné és un municipi francès situat al departament de Maine i Loira i a la regió de País del Loira. L'any 2007 tenia 5.305 habitants.

## Demografia

### Població
El 2007 la població de fet de Mûrs-Erigné era de 5.305 persones. Hi havia 2.024 famílies de les quals 480 eren unipersonals (168 homes vivint sols i 312 dones vivint soles), 720 parelles sense fills, 700 parelles amb fills i 124 famílies monoparentals amb fills.
La població ha evolucionat segons el següent gràfic:
Habitants censats

### Habitatges
El 2007 hi havia 2.224 habitatges, 2.066 eren l'habitatge principal de la família, 71 eren segones residències i 87 estaven desocupats. 1.789 eren cases i 425 eren apartaments. Dels 2.066 habitatges principals, 1.376 estaven ocupats pels seus propietaris, 669 estaven llogats i ocupats pels llogaters i 21 estaven cedits a títol gratuït; 21 tenien una cambra, 136 en tenien dues, 343 en tenien tres, 429 en tenien quatre i 1.137 en tenien cinc o més. 1.722 habitatges disposaven pel capbaix d'una plaça de pàrquing. A 910 habitatges hi havia un automòbil i a 974 n'hi havia dos o més.

### Piràmide de població
La piràmide de població per edats i sexe el 2009 era:
| Homes | Edats   | Dones |
| ----- | ------- | ----- |
| 5     | 95 o +  | 14    |
| 5     | 90 a 94 | 25    |
| 23    | 85 a 89 | 55    |
| 25    | 80 a 84 | 36    |
| 57    | 75 a 79 | 95    |
| 99    | 70 a 74 | 94    |
| 89    | 65 a 69 | 116   |
| 116   | 60 a 64 | 103   |
| 109   | 55 a 59 | 118   |
| 183   | 50 a 54 | 167   |
| 211   | 45 a 49 | 207   |
| 193   | 40 a 44 | 230   |
| 184   | 35 a 39 | 184   |
| 154   | 30 a 34 | 161   |
| 151   | 25 a 29 | 138   |
| 148   | 20 a 24 | 131   |
| 237   | 15 a 19 | 218   |
| 218   | 10 a 14 | 212   |
| 170   | 5 a 9   | 182   |
| 132   | 0 a 4   | 127   |

## Economia
El 2007 la població en edat de treballar era de 3.520 persones, 2.575 eren actives i 945 eren inactives. De les 2.575 persones actives 2.362 estaven ocupades (1.216 homes i 1.146 dones) i 213 estaven aturades (110 homes i 103 dones). De les 945 persones inactives 331 estaven jubilades, 406 estaven estudiant i 208 estaven classificades com a «altres inactius».

### Ingressos
El 2009 a Mûrs-Erigné hi havia 2.119 unitats fiscals que integraven 5.291,5 persones, la mediana anual d'ingressos fiscals per persona era de 20.031 €.

### Activitats econòmiques
Dels 203 establiments que hi havia el 2007, 1 era d'una empresa extractiva, 2 d'empreses alimentàries, 2 d'empreses de fabricació d'elements pel transport, 10 d'empreses de fabricació d'altres productes industrials, 19 d'empreses de construcció, 43 d'empreses de comerç i reparació d'automòbils, 6 d'empreses de transport, 8 d'empreses d'hostatgeria i restauració, 3 d'empreses d'informació i comunicació, 13 d'empreses financeres, 11 d'empreses immobiliàries, 32 d'empreses de serveis, 34 d'entitats de l'administració pública i 19 d'empreses classificades com a «altres activitats de serveis».
Dels 44 establiments de servei als particulars que hi havia el 2009, 1 era una gendarmeria, 1 oficina de correu, 5 oficines bancàries, 1 taller de reparació d'automòbils i de material agrícola, 1 taller d'inspecció tècnica de vehicles, 1 autoescola, 4 guixaires pintors, 6 fusteries, 3 lampisteries, 2 electricistes, 5 perruqueries, 3 veterinaris, 5 restaurants, 2 agències immobiliàries, 2 tintoreries i 2 salons de bellesa.
Dels 23 establiments comercials que hi havia el 2009, 1 era un hipermercat, 2 fleques, 2 carnisseries, 4 botigues de roba, 1 una botiga d'equipament de la llar, 3 sabateries, 2 botigues de mobles, 2 botigues de material esportiu, 1 una perfumeria, 1 una joieria i 4 floristeries.
L'any 2000 a Mûrs-Erigné hi havia 16 explotacions agrícoles que ocupaven un total de 856 hectàrees.

## Equipaments sanitaris i escolars
Els 2 equipaments sanitaris que hi havia el 2009 eren farmàcies.
El 2009 hi havia 2 escoles maternals i 3 escoles elementals.

## Poblacions més properes
El següent diagrama mostra les poblacions més properes.